# Ehrenmale in der Gemeinde Wennigsen (Deister)

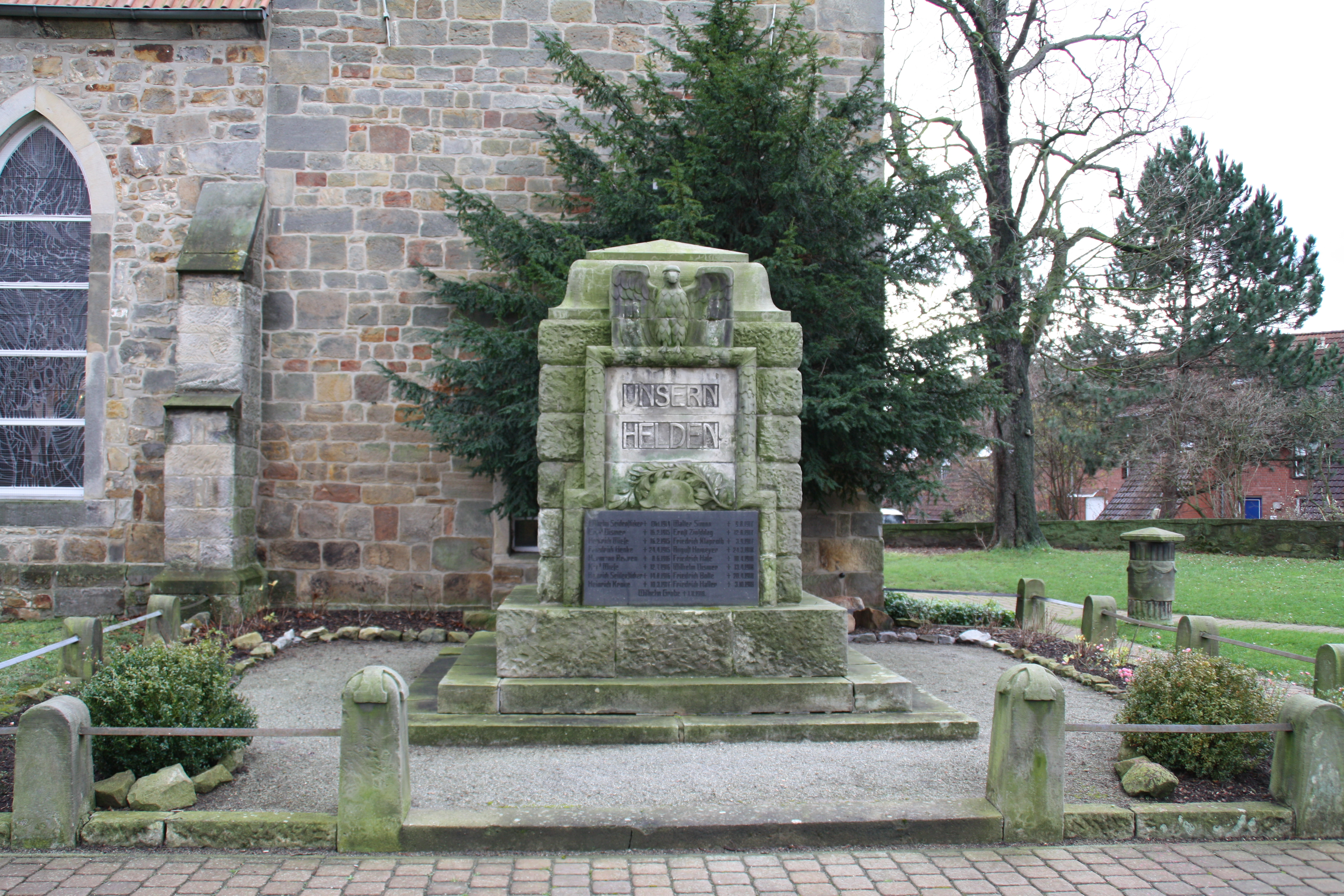
Das Ehrenmal an der Holtenser Kirche

In der Gemeinde Wennigsen stehen sechs Ehrenmale für gefallene Soldaten der zwei Weltkriege. Die Kriegerdenkmale sind eingetragene Baudenkmale. Die Denkmale stehen meist in den Ortschaften, die bis zur Gründung der Gemeinde Wennigsen 1970 eigenständige Gemeinden waren. Zusätzlich zu den Denkmalen finden sich in der Gemeinde Erinnerungstafeln zum Mahnung gegen Krieg und Vertreibung oder es mahnen Zeitkapseln dagegen.

## Bredenbeck

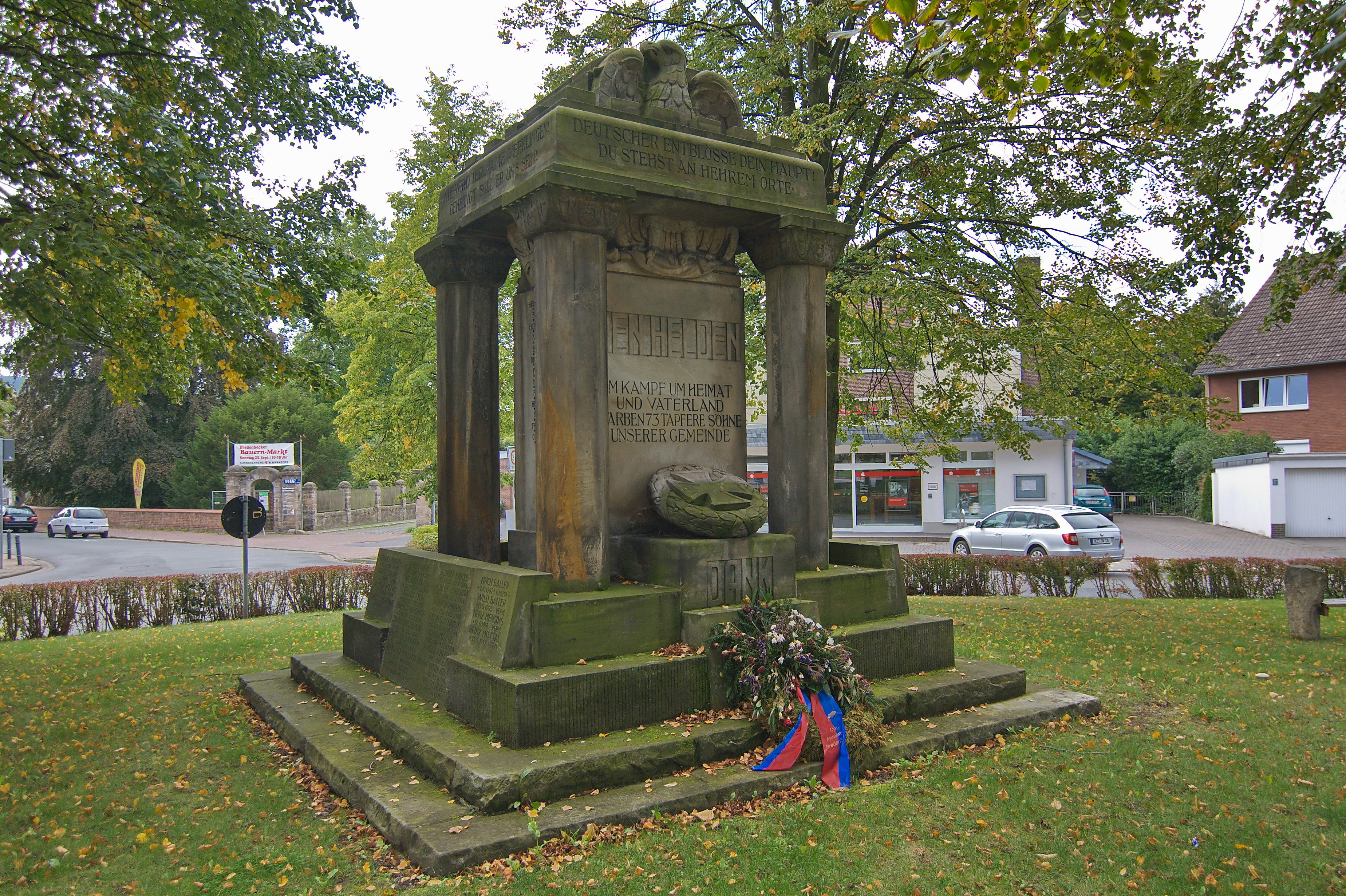
Kriegerdenkmal Bredenbeck

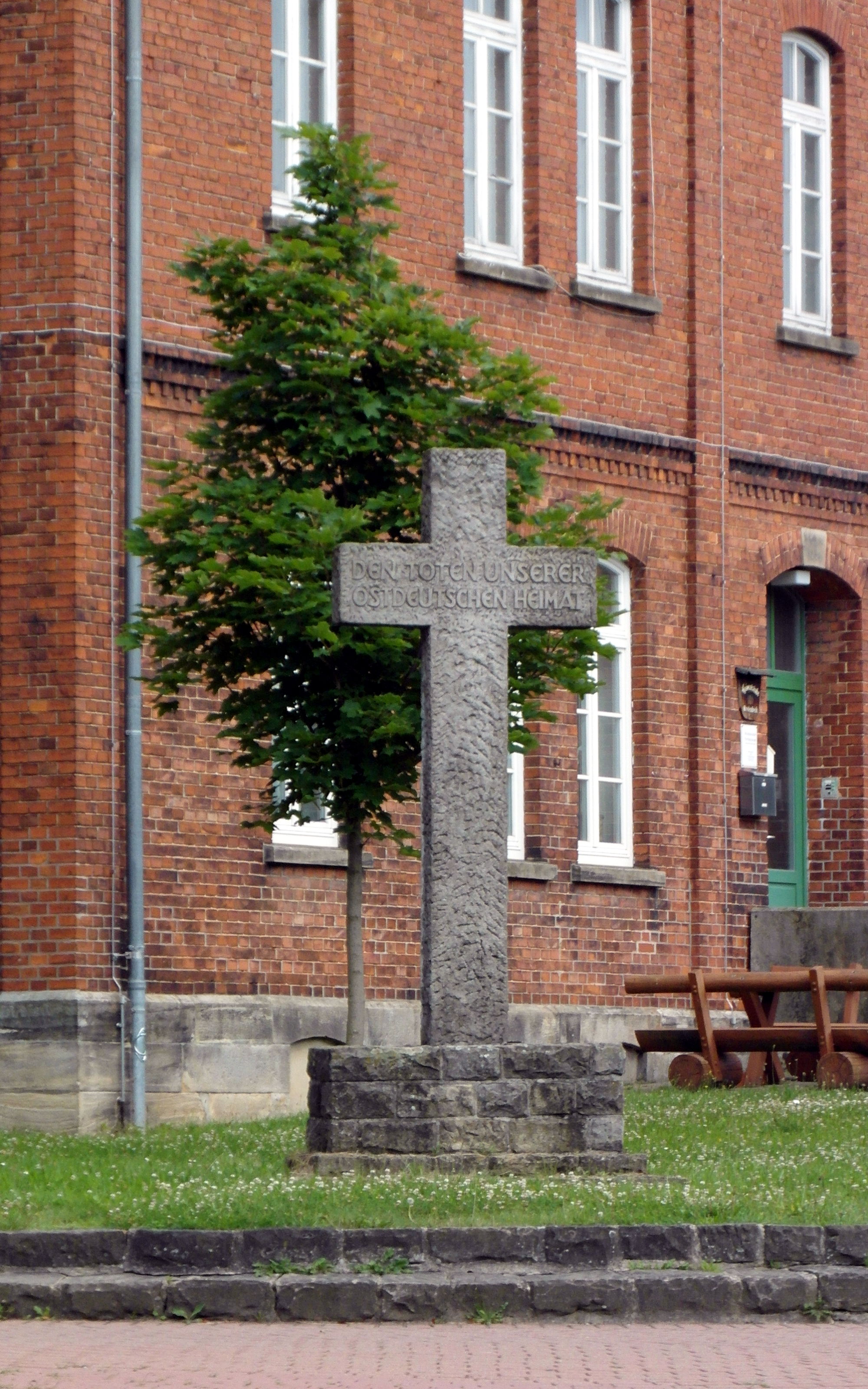
Ostkreuz Bredenbeck

### Erbauung
Das Ehrenmal in Bredenbeck steht an der Deisterstraße auf dem Lindenplatz. In dem ursprünglich vom hannoverschen Hofarchitekten Laves gestalteten Platz ist es zum Gedenken an die gefallenen Bredenbecker Soldaten 1921 errichtet worden. Das Denkmal wurde 1952 saniert und um die Gefallenen des Zweiten Weltkrieges ergänzt. In südöstlicher Sichtachse wurde das Ostkreuz zum Gedenken an die Flucht nach dem Weltkrieg aufgestellt. Das Denkmal wurde im Jahr 2009 im Zuge der Aktion Gartenregion Hannover mit öffentlichen Mitteln und Spenden saniert.

### Zeitkapseln

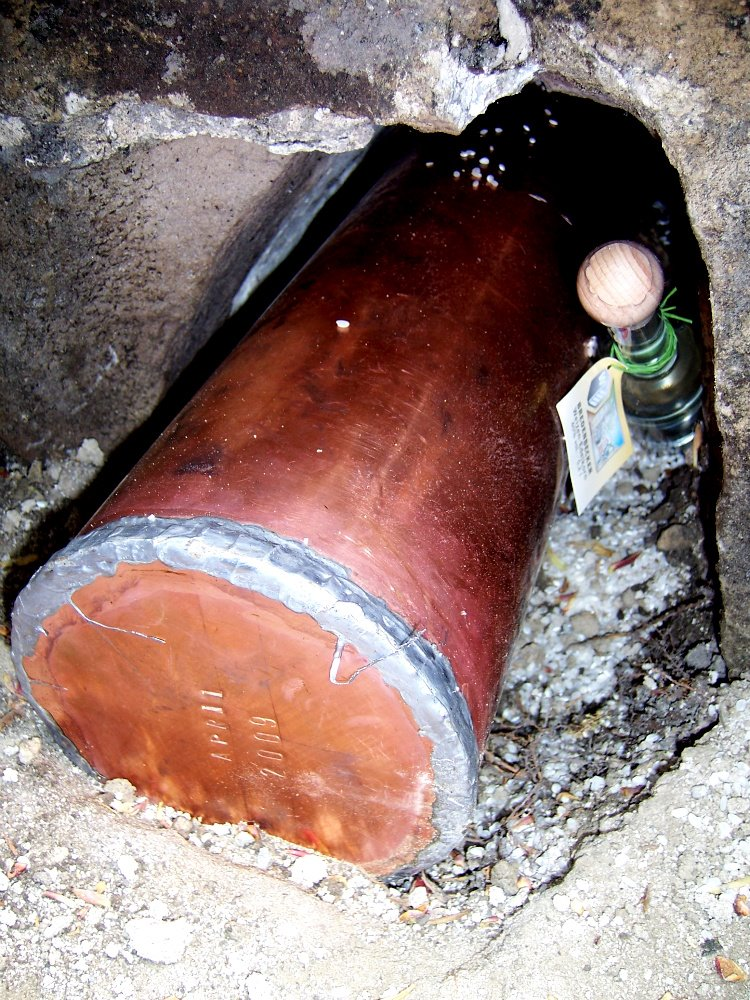
Zeitkapsel Denkmalsanierung 2009

Bei den Arbeiten zur Sanierung wurde eine Zeitkapsel mit historischen Dokumenten gefunden. Es handelte sich um Originaldokumente aus 1921 und 1952. Die Geschichte der Feuerwehr, des Frauen-, des Krieger-, des Radfahrvereins sowie anderer örtlicher Institutionen findet sich in 42 handgeschriebenen Dokumenten aus dem Jahr 1921. Nach dem Zweiten Weltkrieg fügten der damalige Bredenbecker Gemeindedirektor Dörries und Bürgermeister Klaare ein Mahnschreiben hinzu. Auszüge: Nach dem Zusammenbruch des sogenannten 1000jährigen Reiches, das unser Vaterland in Ruinen verwandelt hat, musste nach 1945 alles wieder aufgebaut werden. Circa 9 Millionen Menschen wurden aus dem Osten vertrieben und mussten in Westdeutschland untergebracht werden. Dadurch bekam Bredenbeck 1000 Flüchtlinge zugewiesen und die Wohnungsnot nahm unnatürliche Formen an. Durch die Gründung der Kreissiedlungsgesellschaft wurde die Siedlung angefangen und sollen im Laufe der Zeit ca. 100 Wohnhäuser erstehen mit 200 Wohnungen. Ferner wurde am heutigen Tage, dem 12.8.1952, mit dem Bau der Wasserleitung begonnen, die die Wasserkalamität am Ostdeister beheben soll. Möge uns der Frieden erhalten bleiben, sodass wir noch lange Jahre in Glück und Zufriedenheit leben und arbeiten können. Im Jahre 2009 ist eine neue Zeitkapsel eingesetzt worden. Der Heimatbund hat die aktuelle Situation des Ortes beschrieben, die Ortsbürgermeisterin Back und der Gemeindebürgermeister Meineke einen Brief beigelegt. Darin ist neben einer Schilderung der Arbeiten rund ums Denkmal und einer Erklärung des Projektes Gartenregion vor allem der Wunsch zum Ausdruck gebracht, dass die Bürger Bredenbecks weiterhin in Frieden und Freiheit leben können.

## Degersen

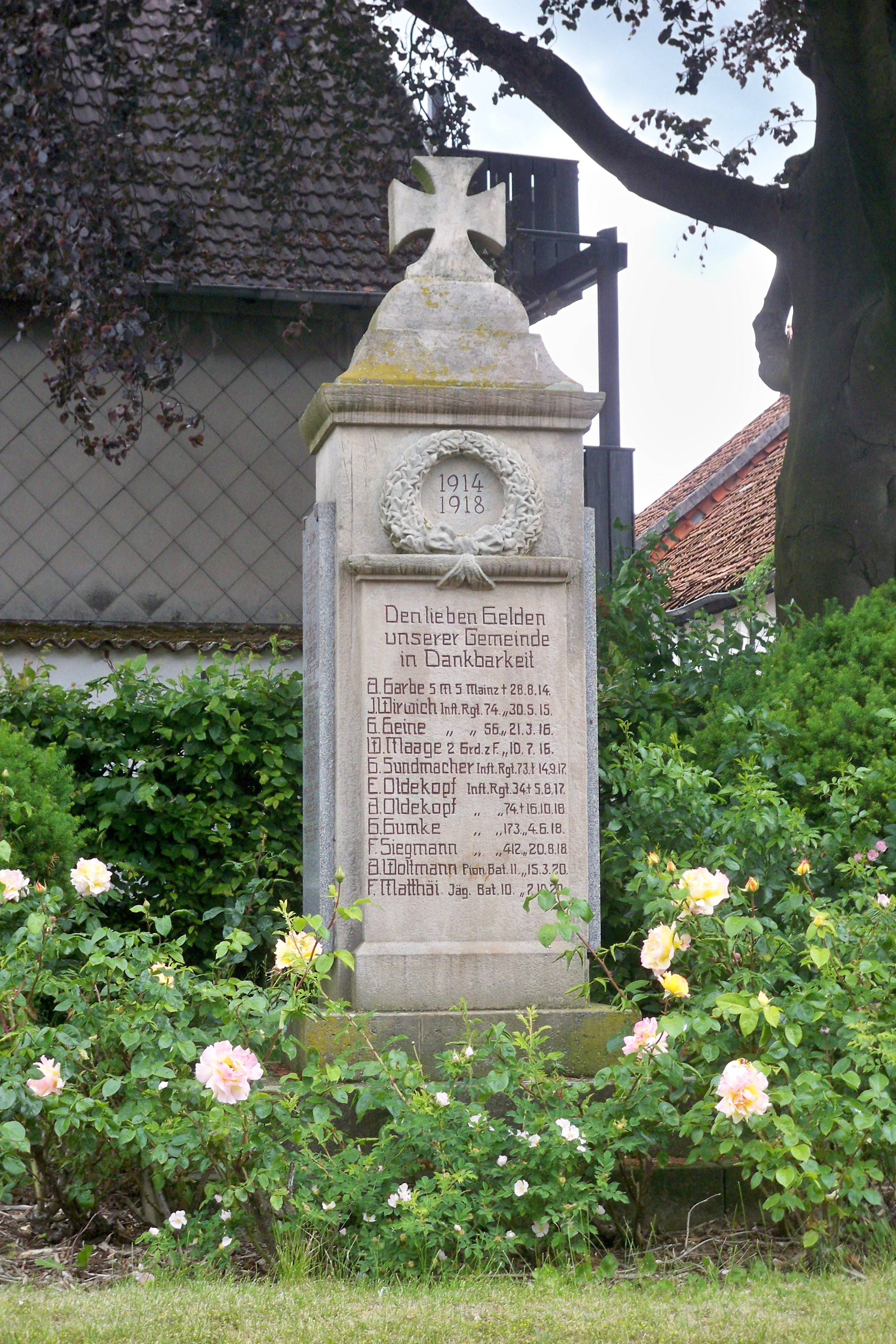
Degerser Kriegerdenkmal

Das Degerser Kriegerdenkmal steht an der Danquardstraße, Ecke Neuer Hagen. Es wurde aus ortsüblichem Sandstein errichtet und trägt das Eiserne Kreuz sowie die Namen der im Ersten Weltkrieg gefallenen Söhne der damals eigenständigen Gemeinde Degersen. An der nördlichen Seite sind auf einer Kupfertafel die Namen der gefallenen Soldaten des darauffolgenden Zweiten Weltkrieges zu aufgeführt.

## Evestorf

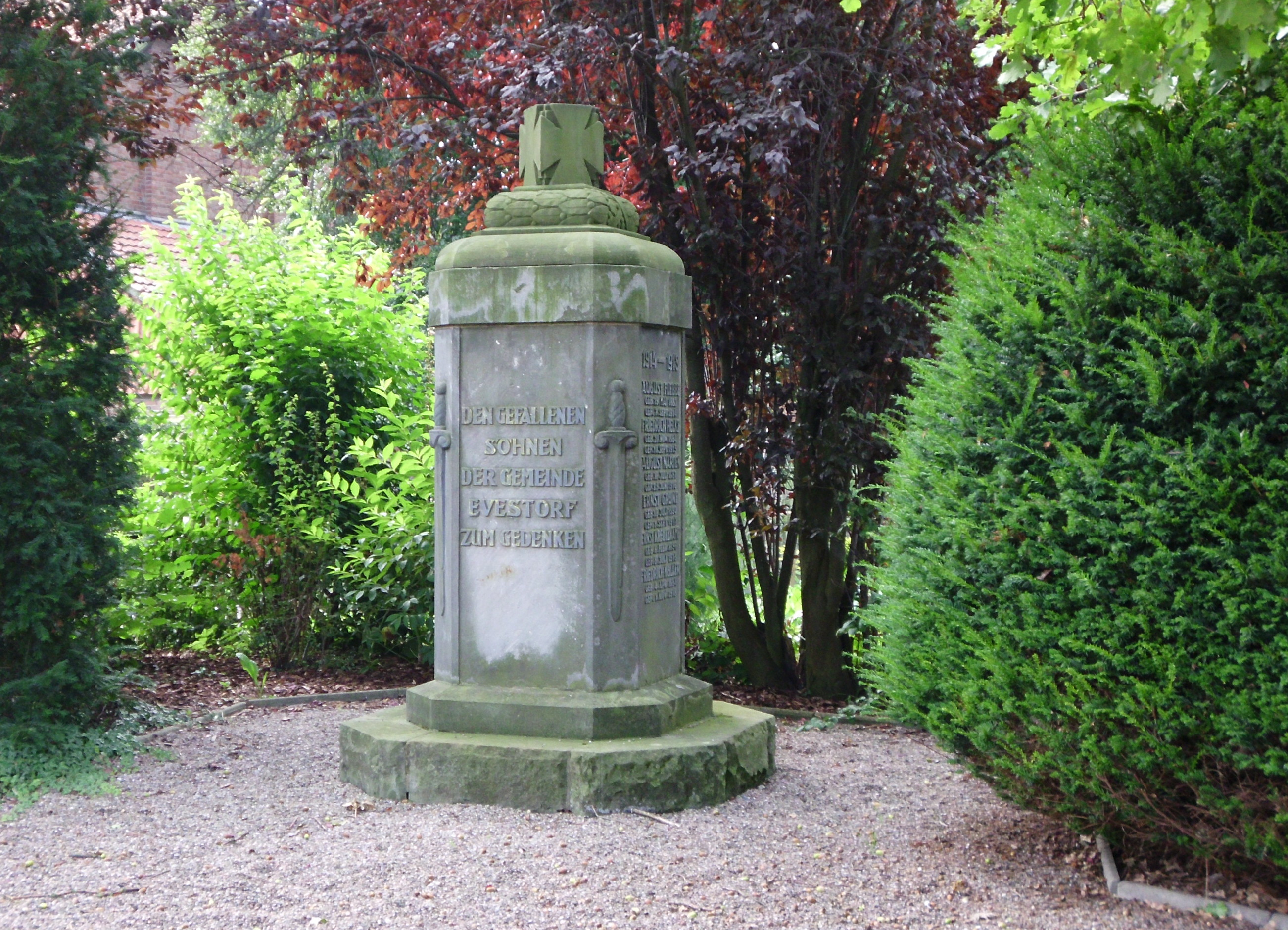
Kriegerdenkmal in Evestorf

Das Kriegerdenkmal besteht aus einem 250 cm hohen Sandsteinblock auf einem treppenförmigen Sockel. Es steht an der Straße Zum Riessenfelde. Errichtet wurde es 1921 auf Beschluss des Gemeinderates im damaligen Gemeindegarten an der Hannoverschen Straße. Erbauer war ein Bildhauer Mensing aus Hannover. Betreut wurde es durch einen Kriegerverein Holtensen und Evestorf, der dort alljährlich einen Kranz niederlegte. 1963 wurde es an seinen heutigen Standort versetzt, seit 1987 ist es Baudenkmal.
Am westlichen Ortsrand steht die Friedenseiche zur Erinnerung an die Völkerschlacht bei Leipzig.

## Holtensen
Das Ehrenmal steht auf dem Gelände der Holtenser Kirche. Es trägt unter einem aus Sandstein stilisierten Adler und der Aufschrift Unseren Helden die Namen der 61 gefallenen Holtenser des Zweiten Weltkrieges.

## Sorsum

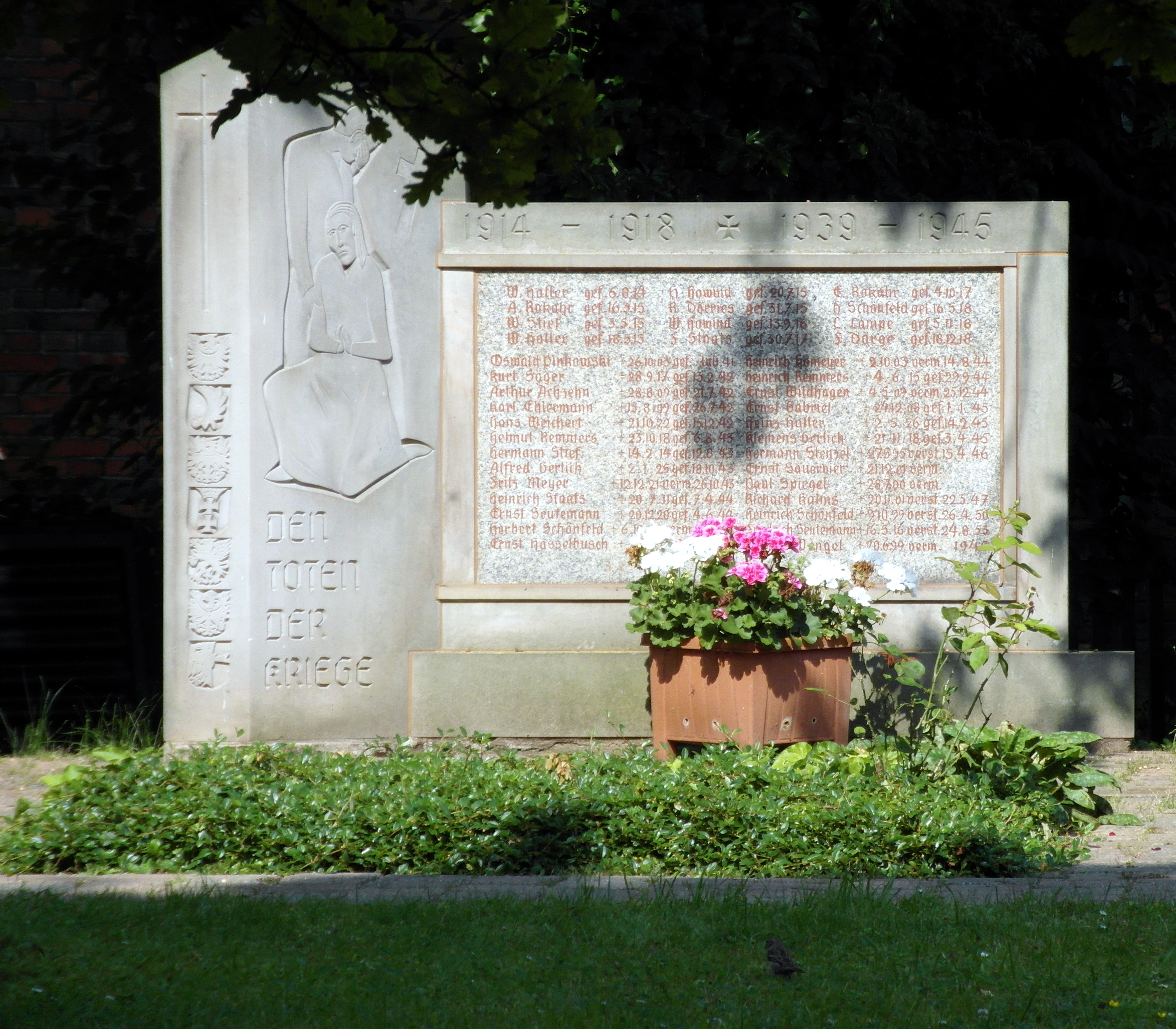
Ehrenmal Sorsum

Im Jahr 1958 beschloss der Gemeinderat, die Eichentafel an der Kapelle mit den Gefallenen des Ersten Weltkrieges durch ein Ehrenmal für die toten Soldaten beider Kriege zu ersetzen. Im Jahr 1961 wurde das Denkmal rechtsseitig des Kapelleneinganges errichtet. Der Entwurf stammt vom Ronnenberger Steinmetzbetrieb Wenzel, die Ausführung oblag Georg Höflich aus Sorsum. Es ist aus hartem Süntelsandstein gefertigt. Seitlich sind die Wappen der ehemaligen deutschen Ostgebiete eingemeißelt.

## Wennigsen
Ein Kriegergedenkstein für die im Ersten Weltkrieg Gefallenen aus dem die Ortschaften Argestorf, Bönnigsen, Degersen und Wennigsen umfassenden Kirchspiel Wennigsen steht an der Kapelle auf dem Wennigser Friedhof. Für die Gefallenen des Zweiten Weltkriegs wurde ebenfalls auf dem Wennigser Friedhof eine Kriegsgräberstätte angelegt.
Am Spritzenhaus Wennigsen ist zudem eine Tafel zum Gedenken an die im Ersten Weltkrieg gefallenen Feuerwehrkameraden angebracht.
Das Scharnhorstdenkmal Wennigsen erinnert dagegen an die Völkerschlacht bei Leipzig.

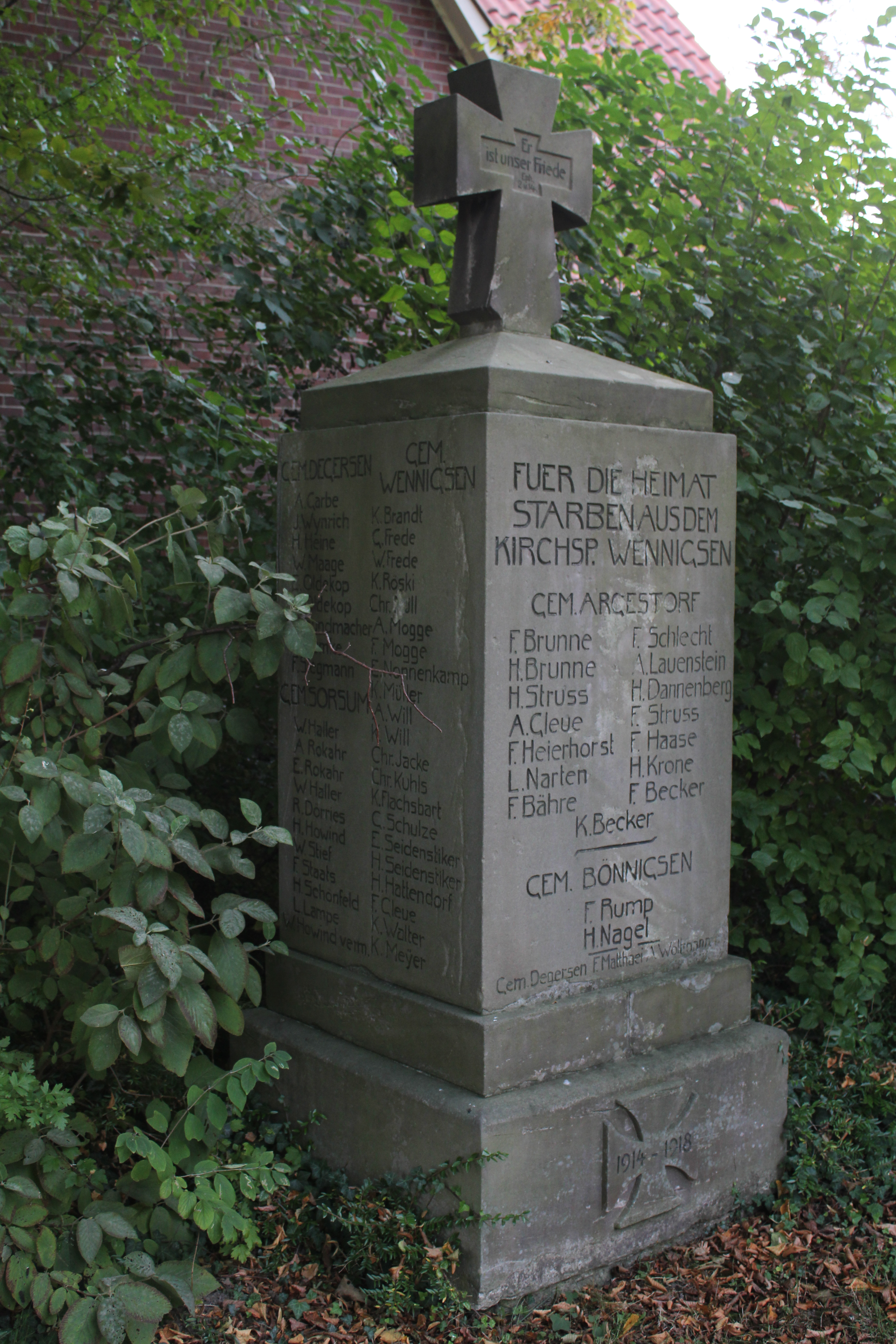
Kriegergedenkstein Wennigser Friedhof
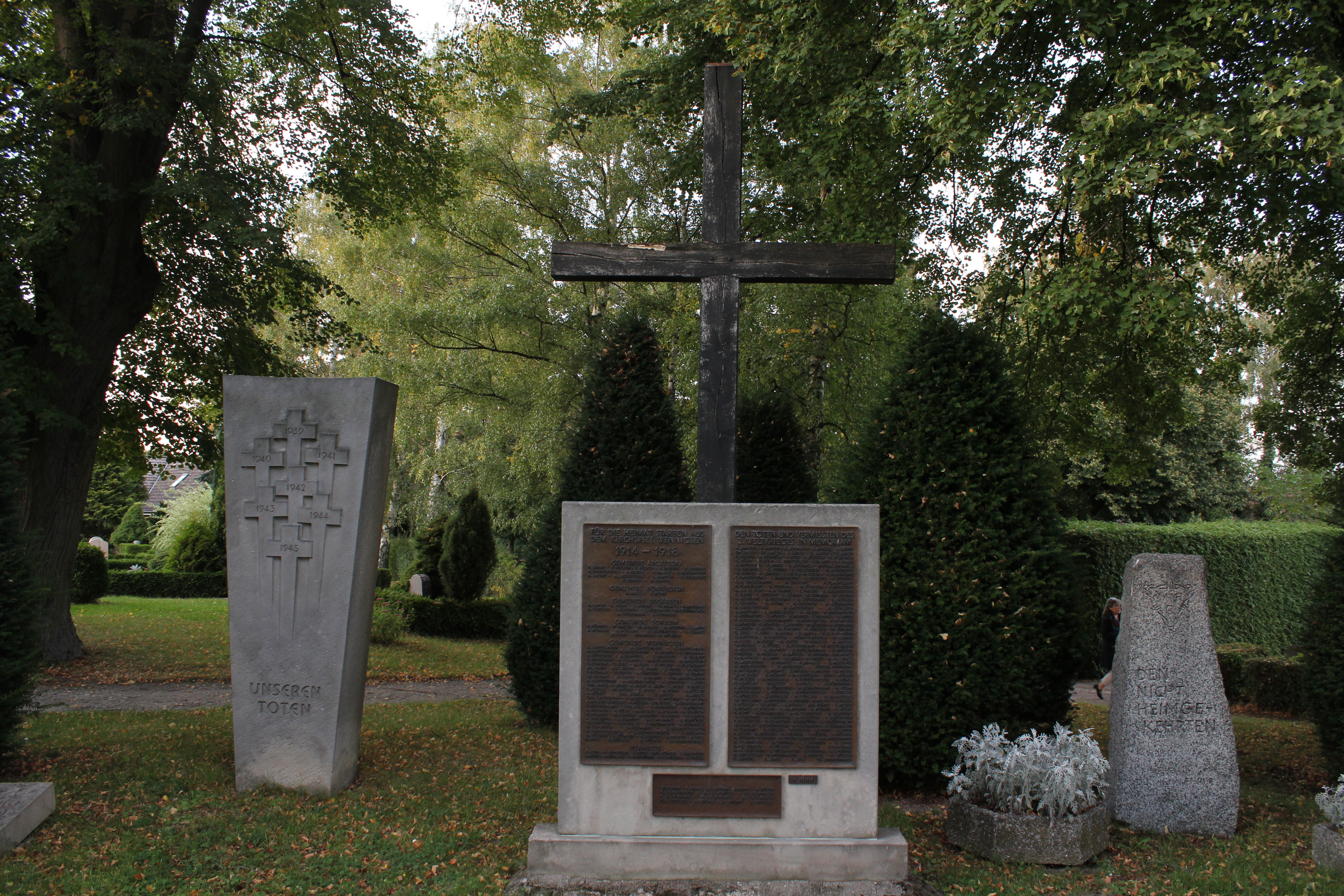
Kriegsgräberstätte Wennigser Friedhof
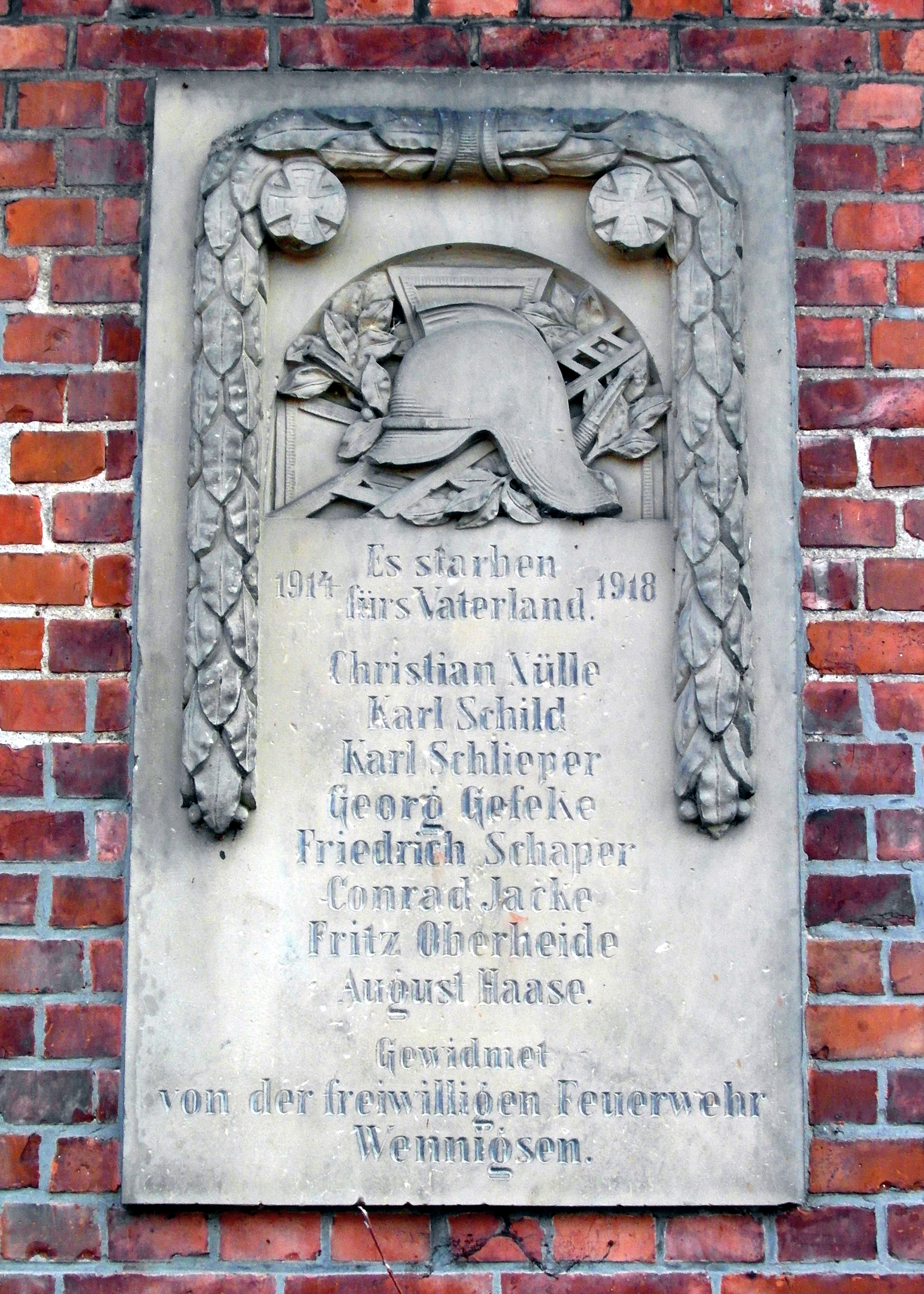
Gedenktafel am Spritzenhaus Wennigsen
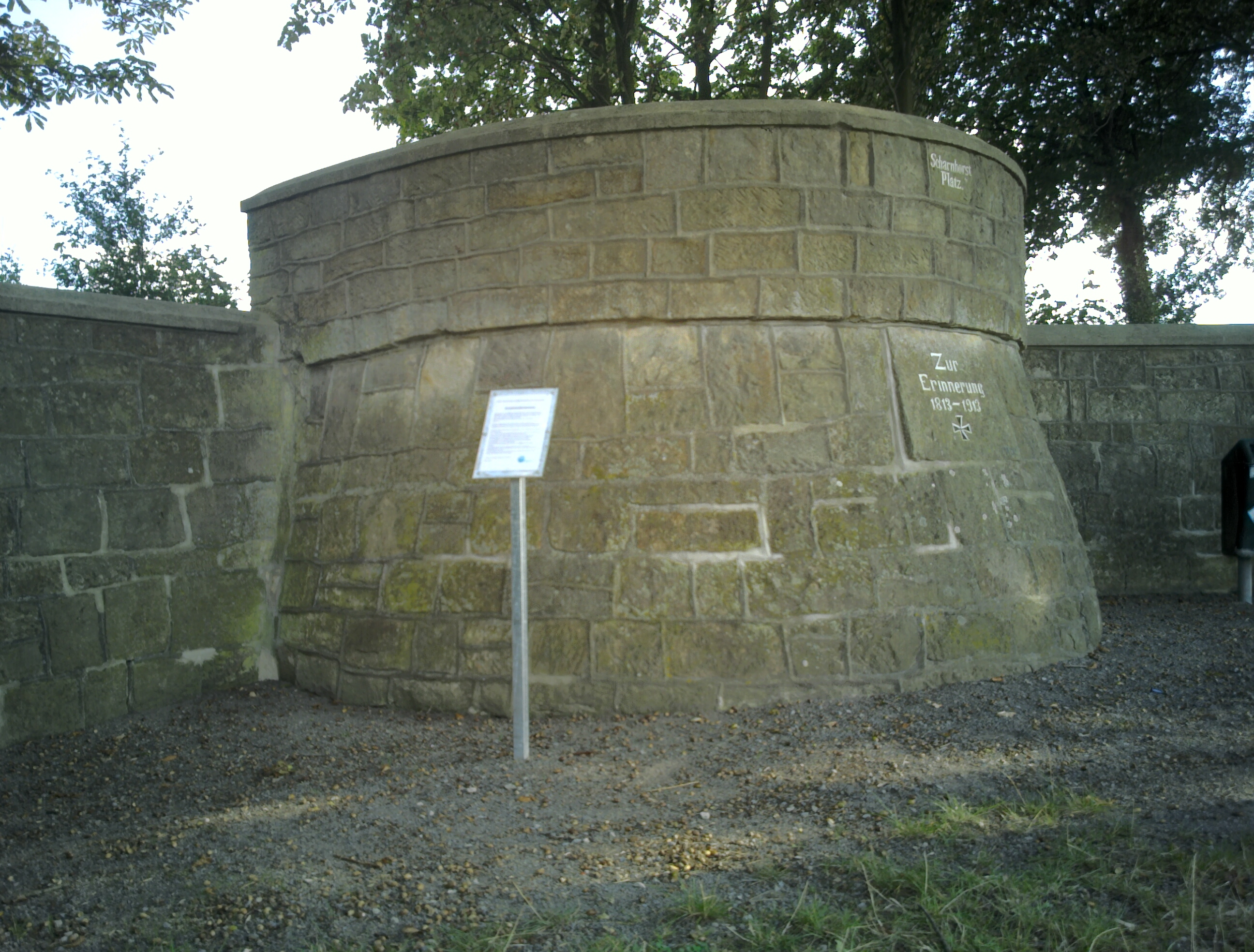
Scharnhorstdenkmal Wennigsen